# Партия независимости (США)
Партия независимости (англ. Independence Party) или Лига независимости (англ. Independence League) — небольшая политическая партия США, основанная членом палаты представителей, американским издателем-магнатом Уильямом Рэндольфом Хёрстом в 1906 году. Третье название — Национальная лига независимости (англ. National Independence League). Являлась преемником Муниципальной лиги собственников, образованной Хёрстом в 1905 году для участия в выборах мэра Нью-Йорка и распущенной им после своего поражения.
В 1906 году Херст был побежден на выборах губернатора штата Нью-Йорк, зато были избраны все остальные кандидаты лиги: лейтенант губернатор Льюиса С. Чанлер стал Лейтенант-губернатором (Вице-губернатор), Джон С. Уэлен занял должность государственного секретаря, Мартин Глинн избран контролёром, Юлий Хаузер казначеем, Уильям С. Джексон генеральным прокурором, а Фредерик Скене государственным инженером. Партия принимала активное участие в выборах в ряде других штатов, в том числе в Калифорнии и Массачусетсе, в последнем партийный выдвиженец Томас Л. Хисген получил значительное число голосов на губернаторских выборах в 1907 году. 
Воодушевившись успехом Хисгена партия на своём национальном съезде в Чикаго в июле 1908 года выдвинула Томаса Хисгена кандидатом на пост президента Соединённых Штатов и Джона Темпла Грейвса в вице-президенты. Партия в своей программе выступала против коррумпированных политических машин, за восьмичасовой рабочий день, создание министерства труда, передачу в государственную собственность ряд отраслей экономики (в том числе железных дорог) и создания центрального банка. На выборах Хисген и Грейвс получили лишь 0,6% голосов. После провала партия фактически распалась, но Нью-йоркская лига независимости продолжала функционировать вплоть до 1914 года, участвуя в местных выборах штата Нью-Йорк. Сам Херст вновь баллотировался на пост мэра Нью-Йорка в 1909 году и в лейтенант-губернаторы в 1910 году, но потерпел поражение в обоих случаях.